# Cerámica de barro negro en Oaxaca
La cerámica de barro negro o cerámica negra mexicana forma parte de la producción alfarera tradicional de Oaxaca, como estilo complementario en ese estado de la cerámica verde vidriada de Santa María Atzompa;  Está considerado uno de los más populares y apreciados estilos de alfarería en México.
Localizados sus orígenes en el periodo de Monte Albán, la producción era de tonos grisáceos mates. Ya a partir del siglo xx alfareros locales consiguieron una cerámica de tonos negros brillantes por medio de técnicas de pulido y bruñido.

## Historia

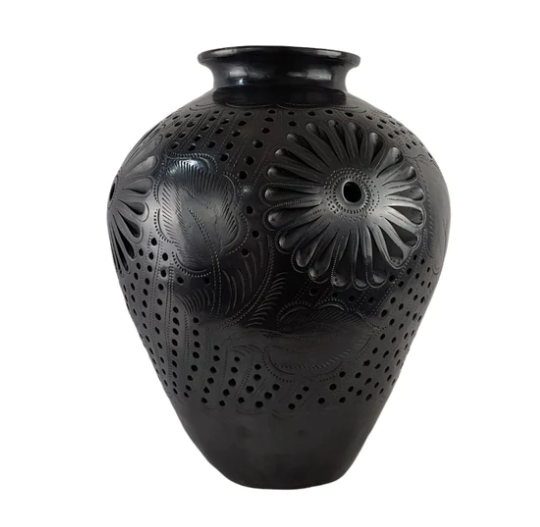
Tibón de barro negro decorado con flores caladas, acabado pulido.

Los orígenes de la cerámica negra mexicana se datan en diversos yacimientos arqueológicos con restos de vajilla doméstica de los zapotecos y mixtecos de los Valles Centrales, con una producción de color mate gris de notable resistencia.
En 1950, Rosa Real Mateo de Nieto (más conocida como doña Rosa) descubrió que se podía cambiar el color y el brillo de las piezas puliéndolas y cociéndolas a una temperatura ligeramente más baja. Justo antes de que la pieza de barro se seque por completo es pulida con una piedra de cuarzo o algún otro objeto liso. Después de ser cocida, la pieza emerge con un brillo negro en lugar de un gris mate. Esta innovación hace a las piezas más frágiles, pero ha hecho a este estilo de alfarería más popular entre coleccionistas de artesanías mexicanas, incluido Nelson Rockefeller, quien lo promovió en Estados Unidos.
La producción actual ha perdido su utilidad y funcionalidad ganando en el aspecto decorativo. Doña Rosa murió en 1980 pero la tradición de hacer este tipo de alfarería ha continuado por la hija y nietos de doña Rosa, quienes hoy en día hacen demostraciones para los turistas en su taller local.  Su taller aún se encuentra en casa de la familia, donde una gran cantidad de estantes están llenos de piezas negras brillantes para su venta.

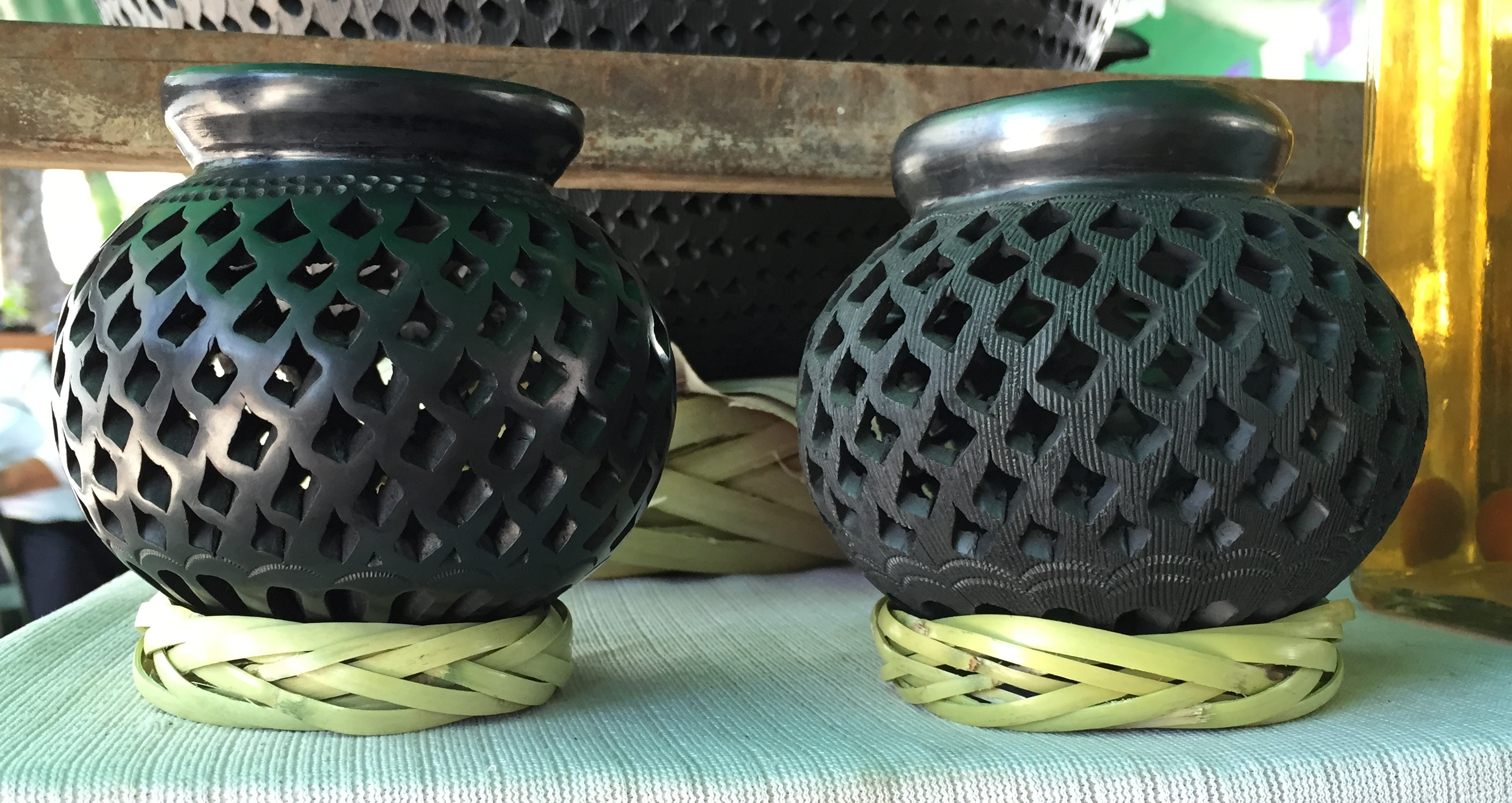
El barro negro puede tener un acabado negro brillante (olla a la izquierda) o un acabado gris mate (olla a la derecha).

Otro alfarero destacado en el desarrollo y promoción del barro negro es Carlomagno Pedro Martínez, natural de San Bartolo Coyotepec en una familia de alfareros. Se formó como aprendiz en el taller de artesanías de Rufino Tamayo en Oaxaca, y consiguió su primer reconocimiento en 1985. Su especialidad en cráneos humanos hechos de barro negro,  basándose en historias, leyendas indígenas, algunos temas cristianos o sobre la muerte, le han hecho muy popular. Ha ganado tres premios a nivel nacional, ha sido incluido en cinco libros, y ha expuesto en Estados Unidos, Colombia, Argentina, Líbano, Alemania, España y Japón. En 2008 realizó un mural hecho de barro negro en la Academia de Béisbol de San Bartolo Coyotepec, patrocinado por la Fundación Alfredo Harp Helú.

## San Bartolo Coyotepec

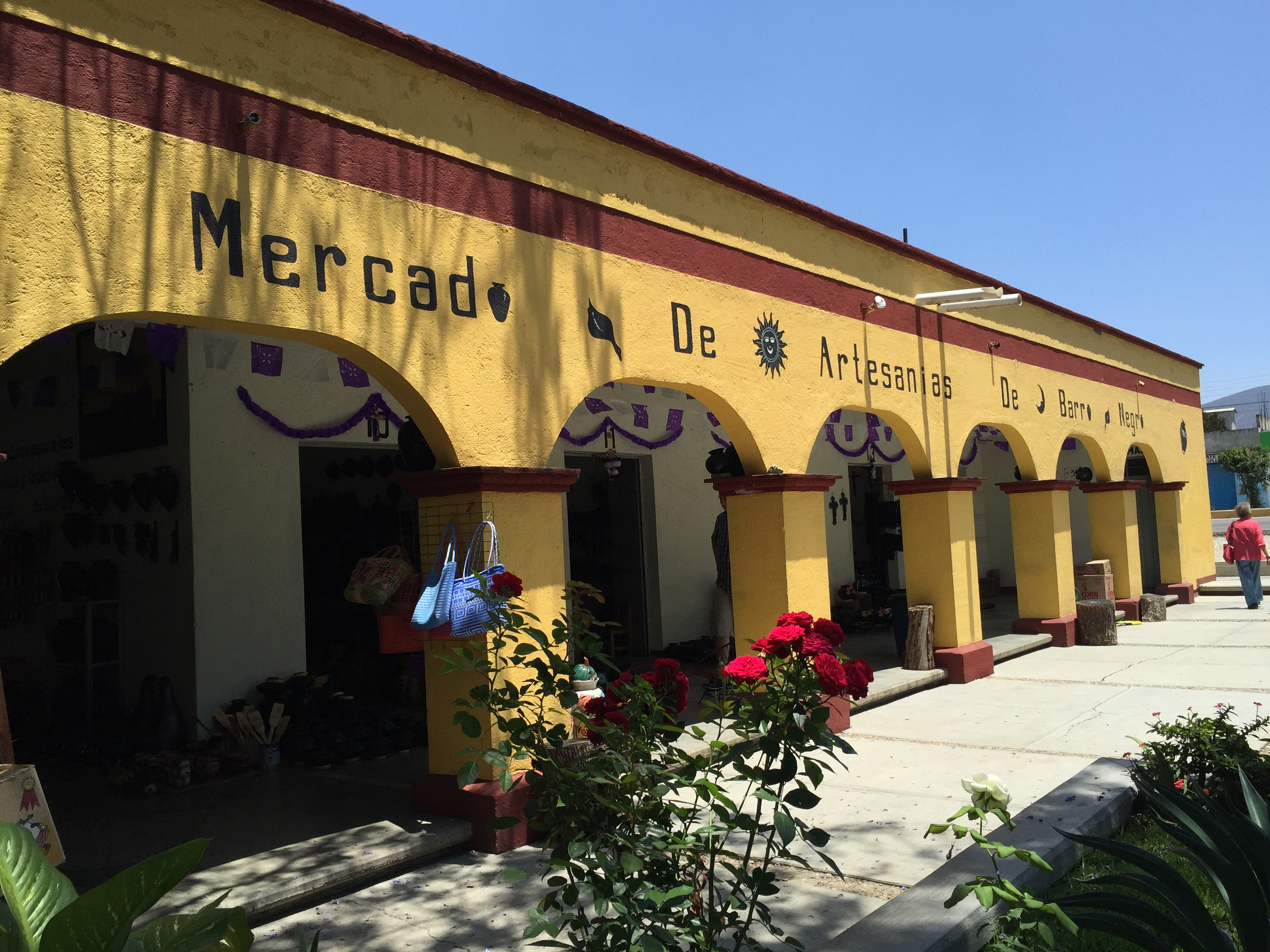
Mercado de Artesanías en San Bartolo Coyotepec.

Las artesanías de barro negro son hechas en San Bartolo Coyotepec (municipio) y en un gran número pequeñas comunidades cercanas del valle, lugares en donde se encuentra el barro con el que se hacen las artesanías.  Esta comunidad se encuentra a 11 kilómetros (6,8 mi) del sur de ciudad de Oaxaca, alrededor de 600 familias en esta área se dedican a elaborar artesanías. Aparte de los talleres que se encuentran en las casas de los artesanos, incluyendo el taller de Doña Rosa, el Mercado de Artesanías es una atracción muy importante que atrae a muchos visitantes de México y de otros países. Un grupo de catorce personas exhibe y vende artículos de barro negro. Algunos de estos productos incluyen floreros, figuras de animales y jarrones. Demostraciones de la elaboración del barro también son llevadas a cabo. En 2005, el Museo Estatal de Arte Popular de Oaxaca fue inaugurado aquí. Este museo dedica una de sus tres salas de exposición al barro negro, con piezas de la época de Monte Albán hasta nuestros días. En 2009, San Bartolo Coyotepec llevó a cabo su primera Feria Artesanal de Barro Negro con la participación de más de 150 artesanos, feria que año tras año se realiza.

## Objetos hechos de barro

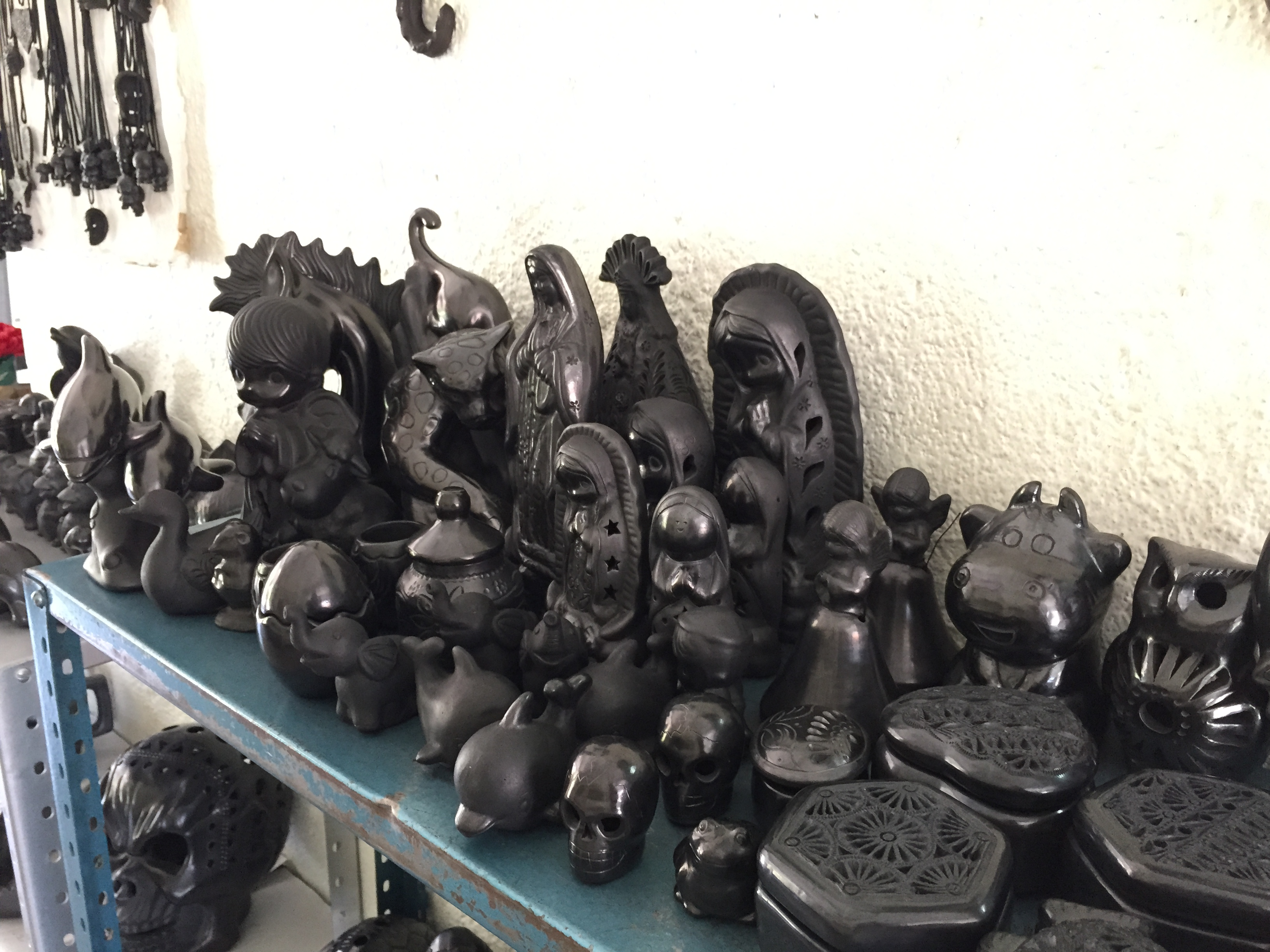
Diversos objetos hechos de barro negro.

Muchos objetos diferentes son hechos de barro negro, incluyendo ollas, silbatos, campanas, flautas, campanas, máscaras, lámparas, figuras de animales, etc., la mayoría con propósitos decorativos y no para el almacenamiento de comida y agua. Una excepción a esto es el uso de cántaros de San Bartolo Coyotepec para fermentar y almacenar el mezcal en muchas destilerías. Estos largos tarros no están pulidos y mantienen el ancestral gris mate, lo que les permite ser resistentes al líquido. Otra cualidad que tiene la versión gris mate del barro es que puede ser golpeado de manera similar a una campana, por lo que los cántaros son usados como instrumentos musicales también. El sonido que se produce es cristalino.
Otro objeto de barro negro famoso es el chango mezcalero. Este es un recipiente creado para la bebida alcohólica mezcal en forma de un chango. Es hecho para soportar entre 700 ml. y 1 litro del líquido con un corcho o un tapón de maíz. Es pintado en colores brillantes o dejado en gris con agarraderas detalladas. Valente Nieto, el único familiar vivo restante de Doña Rosa, declara que su familia creó el chango mezcalero y nadie más. El reclama que su papa era un gran escultor, y que mezcaleros acudieron a su propiedad solicitando envases novedosos para la bebida alcohólica. El chango, así como otras figuras de animales fueron creadas. Sin embargo, otra familia, la de Marcelo Simón Galán, también reclama haber creado el contenedor. Su nieta, dice que él hizo la figura por solicitud de un cliente. Un ejemplo del trabajo de Galán es exhibido en el Museo de Arte Popular de Oaxaca en San Bartolo Coyotepec.

## Proceso

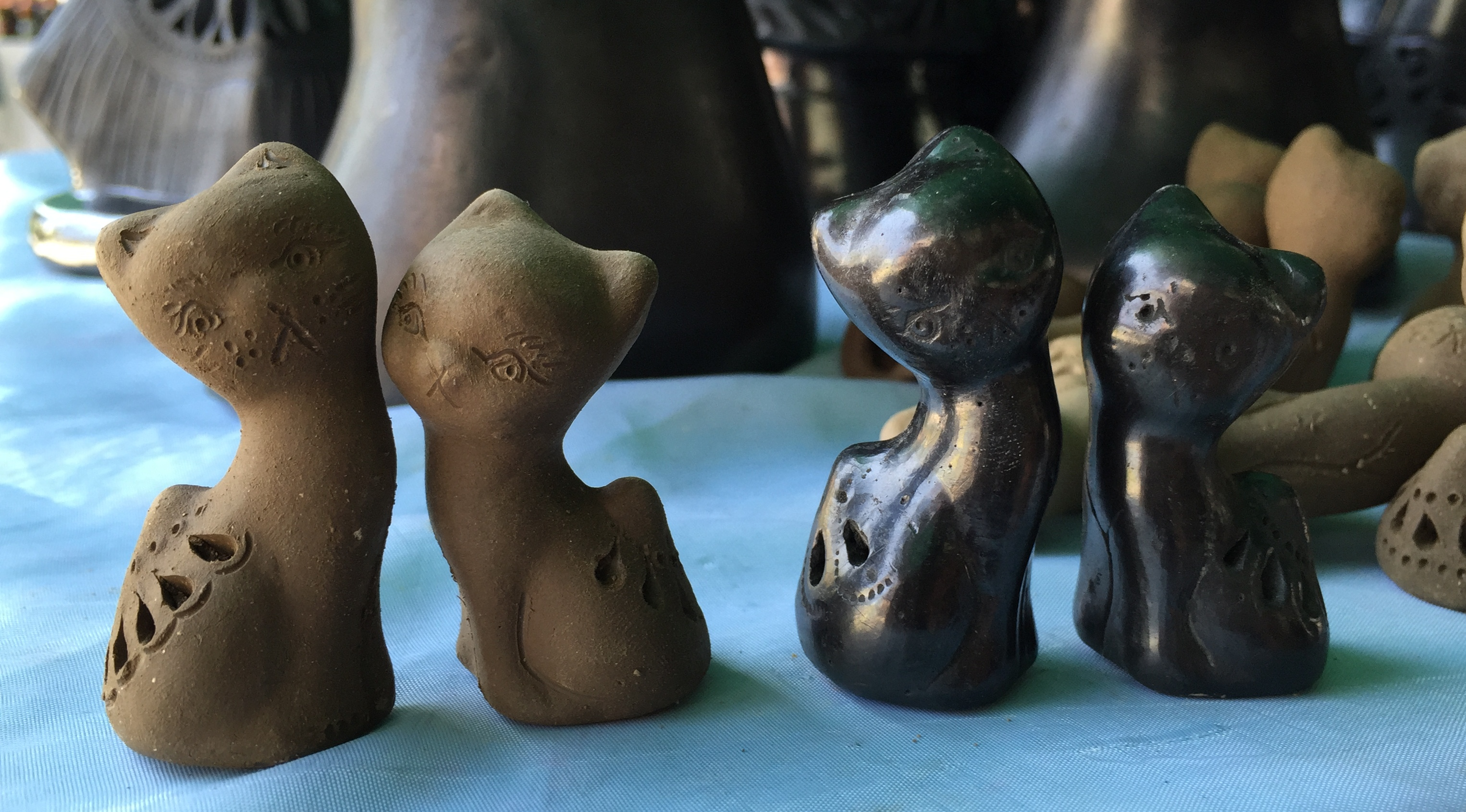
El barro negro, antes de ser cocido, tiene un color café, color que se debe a la tierra con la que es elaborado. Una vez que es cocido, toma el color negro.

El color del barro negro se debe a propiedades del barro en sí y no a colorantes. La tierra que se usa para extraer el barro es limpiada para remover todas la impurezas, lo cual puede llevar hasta un mes de remojar y sedimentar el barro aparte del resto de la tierra. Después de este proceso, cada pieza toma alrededor de veinte días en ser finalizada.
Tradicionalmente, el barro es moldeado en platos balanceados en rocas, para que pueda ser trabajado a mano. Las herramientas modernas de alfarería no son usadas.  Las piezas grandes, como los cántaros, se forman desde la base, agregando barro conforme la pieza va creciendo. Después de que toman forma, las piezas se ponen a secar en una habitación aislada para protegerlas de cambios en la temperatura.  El secado puede llevar hasta tres semanas. Si la pieza va a ser pulida, para que tenga un acabado negro brilloso, es pulida cuando la pieza esta casi seca. La superficie de la pieza es ligeramente humedecida y después es frotada con una piedra curva de cuarzo. Esto comprime la superficie del barro y crea el brillo metálico y el color oscuro durante el horneado. Este es también el paso en el que las decoraciones como flores de barro o pequeñas manipulaciones con las manos son agregadas. Estas manipulaciones, con las que se crean diseños únicos e irrepetibles, se realizan con cualquier objeto que los artesanos consideren útil, tapas de refrescos, bolígrafos, envases vacíos de pegamentos, etc. Los diseños del barro negro son únicos en su área.

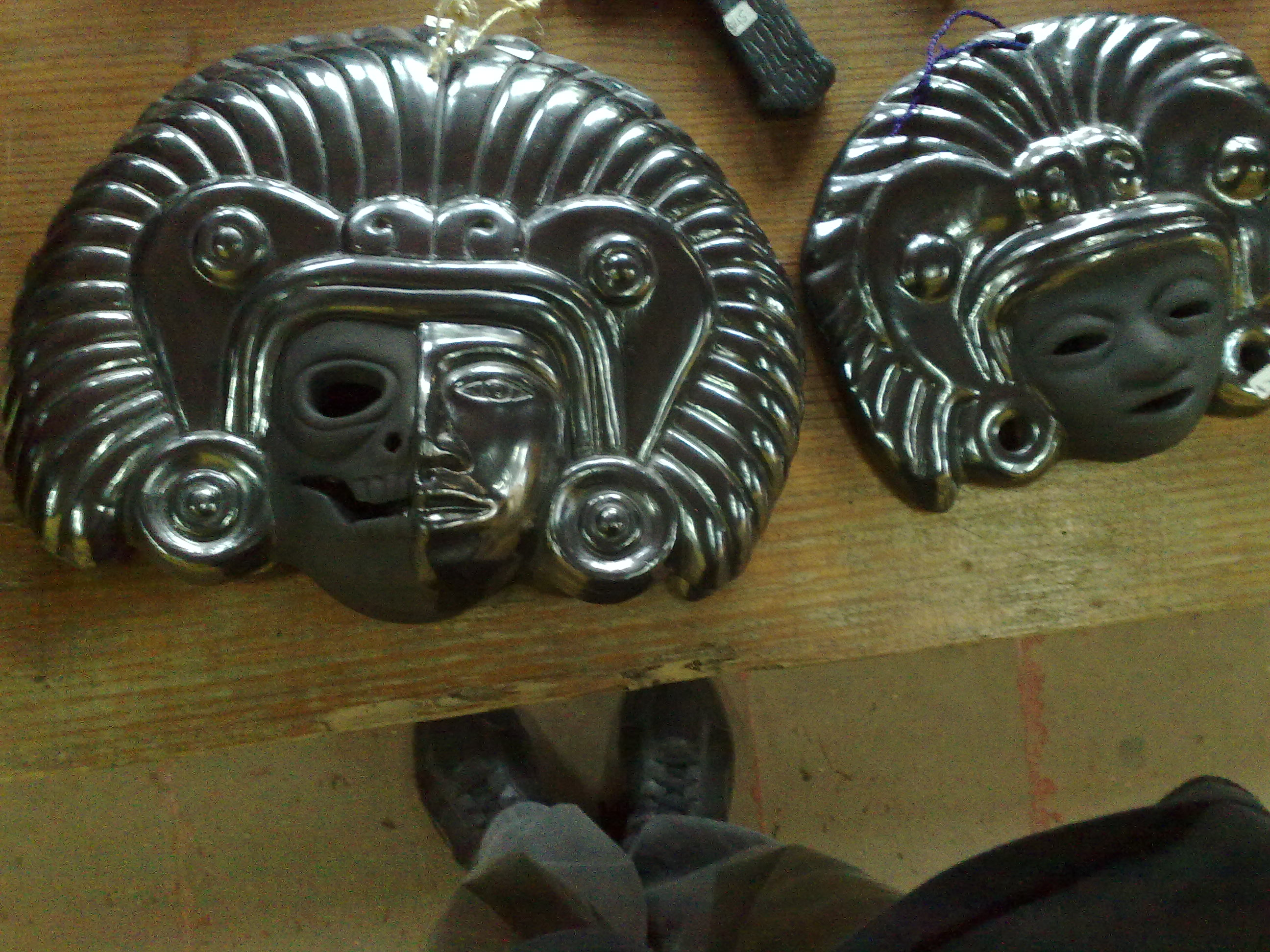
Artesanía de barro negro, con pulido y sin pulido

Las piezas, después, son cocidas en hoyos bajo la tierra o en hornos de leña, usando fuego de leña que calienta a los objetos entre 700 y 800 °C. Cuando salen, las piezas pulidas son de un color negro brillante y las que no fueron pulidas tienen un acabado gris mate.